# Вільйольдо
Вільйольдо (ісп. Villoldo) — муніципалітет в Іспанії, у складі автономної спільноти Кастилія-і-Леон, у провінції Паленсія. Населення — 401 особа (2010).
Муніципалітет розташований на відстані близько 220 км на північ від Мадрида, 30 км на північ від Паленсії.
На території муніципалітету розташовані такі населені пункти: (дані про населення за 2010 рік)
- Кастрільєхо-де-ла-Ольма: 10 осіб
- Вільянуева-дель-Ріо: 37 осіб
- Вільйольдо: 354 особи

## Демографія
Динаміка населення (INE ):

## Галерея зображень

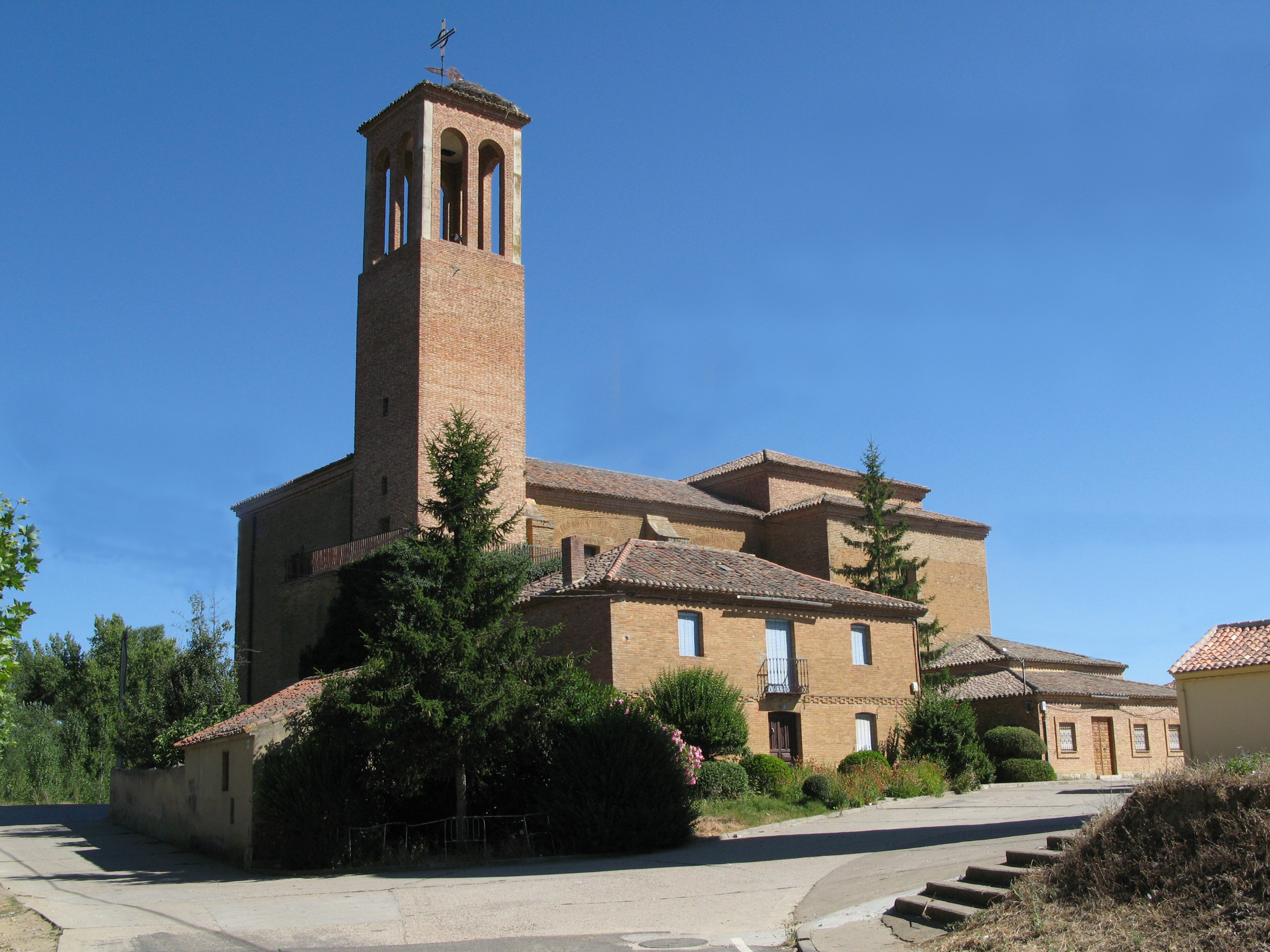
Церква Сан-Естебан